# Gilbert Elliot (3e baronnet)
Gilbert Elliot, 3e baronnet, (de Minto) (septembre 1722 - 11 février 1777) est né à Minto, dans le Roxburghshire, et est un homme d'État, philosophe et poète écossais.

## Jeunesse et éducation
Il est le fils de Gilbert Elliot (2e baronnet), de Minto, et d'Helen Steuart et fait ses études au lycée Dalkeith et à partir de 1735 à l'Université d'Édimbourg. Une période d'études à l'Université d'Utrecht (1743) est suivie d'une tournée aux Pays-Bas et dans les États allemands en 1744-1705. Elliot est « un érudit classique distingué »  qui affirme dans une lettre à un autre compagnon intime, David Hume, avoir « relu presque tous les classiques, à la fois grecs et latins » . L'amitié d'Elliot avec Hume commence alors qu'ils étaient étudiants à l'Université d'Édimbourg. Il est formé pour le barreau écossais et devient avocat le 10 décembre 1743.
À la mort de son père le 16 avril 1766, il hérite du titre de baronnet.

## Carrière

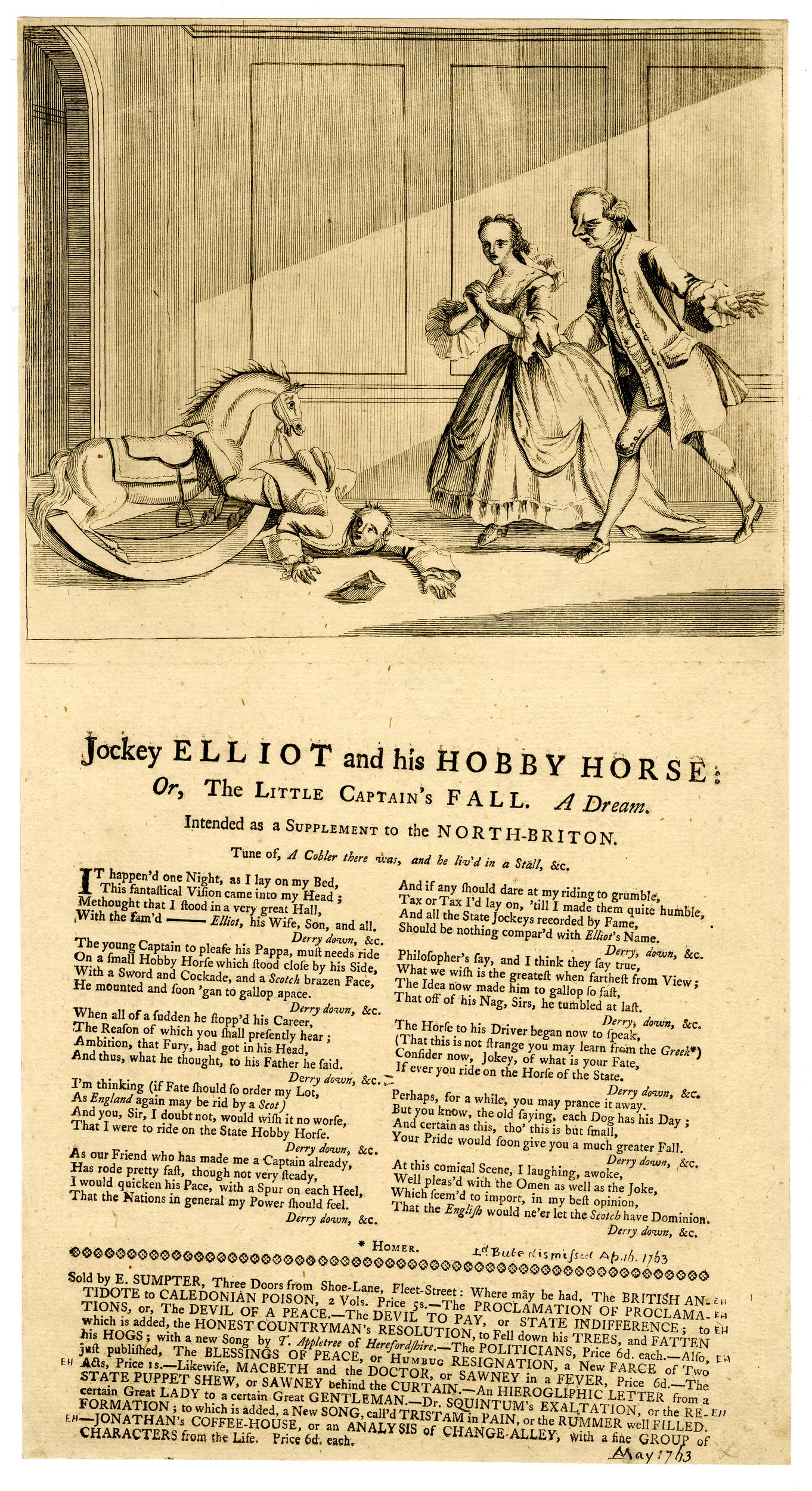
Satire sur Sir Gilbert (Jockey Elliot), un partisan et bénéficiaire de Lord Bute: Eliot est montré entrant dans une pièce avec sa femme, alarmé de trouver leur fils (également Gilbert Elliot, le futur comte de Minto) tombant d'un cheval à bascule

Elliot est l'auteur d' Amynta, que Sir Walter Scott décrit comme « la belle chanson pastorale ».
Il écrit également Twas à l'heure de minuit sombre, décrivant la mort du colonel James Gardiner (1686-1745) pendant la bataille de Prestonpans, publié dans le troisième volume de 'The Scots Musical Museum' et Pensées occasionnées par les funérailles de le comte et la comtesse de Sutherland à Holyrood House qui parait anonymement dans le Scots Magazine d'octobre 1766.
En mars 1748, Elliot est nommé premier shérif-député du Roxburghshire, l'un des juges introduits en Écosse par une loi adoptée à la suite du soulèvement jacobite de 1745, poste qu'il occupe jusqu'en 1753. Elliot sert ensuite à la Chambre des communes en tant que député du Selkirkshire (1753 - 1765), puis du Roxburghshire (1765 - 1777), et est un partisan des politiques du roi George III dans les colonies américaines. Ses papiers concernant le Boston Tea Party sont à la Bibliothèque de l'université Harvard . À un moment donné, il est candidat pour le poste de président de la Chambre des communes . Il est nommé Lord de l'Amirauté en 1756, poste qu'il occupe jusqu'à sa démission en faveur de William Pitt l'Ancien en avril 1757, et auquel il est réintégré en juin avec le retour de Pitt au pouvoir.
En 1752, soutenu par le Lord-prévôt d'Édimbourg George Drummond, il rédige une brochure intitulée Propositions pour la réalisation de certains travaux publics dans la ville d'Édimbourg. Les améliorations préconisées sont pleinement mises en œuvre par le conseil municipal et façonnent le caractère physique de la ville, comme on le voit encore à ce jour.
Elliot est trésorier de la chambre de la maison royale de 1762 à 1770. Il est nommé trésorier de la marine en 1770 dans le gouvernement de Lord North, puis est nommé gardien de la chevalière en Écosse en 1767. Elliot est un ami et un partisan du comte de Bute. Horace Walpole déclare qu'Elliot est "l'un des membres les plus capables de la Chambre des communes". En tant qu'homme politique, on se souvient mieux d'Elliot pour des performances telles que celle lors du débat sur la milice en 1760 qui, toujours selon Walpole, le place dans un groupe d'élite de parlementaires du milieu à la fin du siècle qui faisaient preuve de « les divers pouvoirs d'éloquence, l'art, le raisonnement, la satire, l'apprentissage, la persuasion, l'esprit, les affaires, l'esprit et le simple bon sens".

## Famille
Il épouse Agnes Dalrymple-Murray-Kynynmound le 14 décembre 1746, dont il a 8 enfants, dont :
- Gilbert Elliot-Murray-Kynynmound, 1er comte de Minto (1751-1814), le fils aîné et héritier
- Hugh Elliot (1752-1830)
- Alexandre Kynymound Elliot
- Robert Elliott
- Eleanor Elliot

Ils vivent à Browns Square à Édimbourg.
Le 11 février 1777, Elliot meurt à Marseille, où il était allé recouvrer la santé.